# James Arthur Mathewson
Pour les articles homonymes, voir Mathewson.
James Arthur Mathewson, né le 26 juin 1890 et mort le 23 août 1963 à Montréal, est un homme politique québécois, membre du Parti libéral. Il a été trésorier provincial (ministre des Finances) dans le  second gouvernement Godbout, de 1939 à 1944.

## Biographie

### Origines

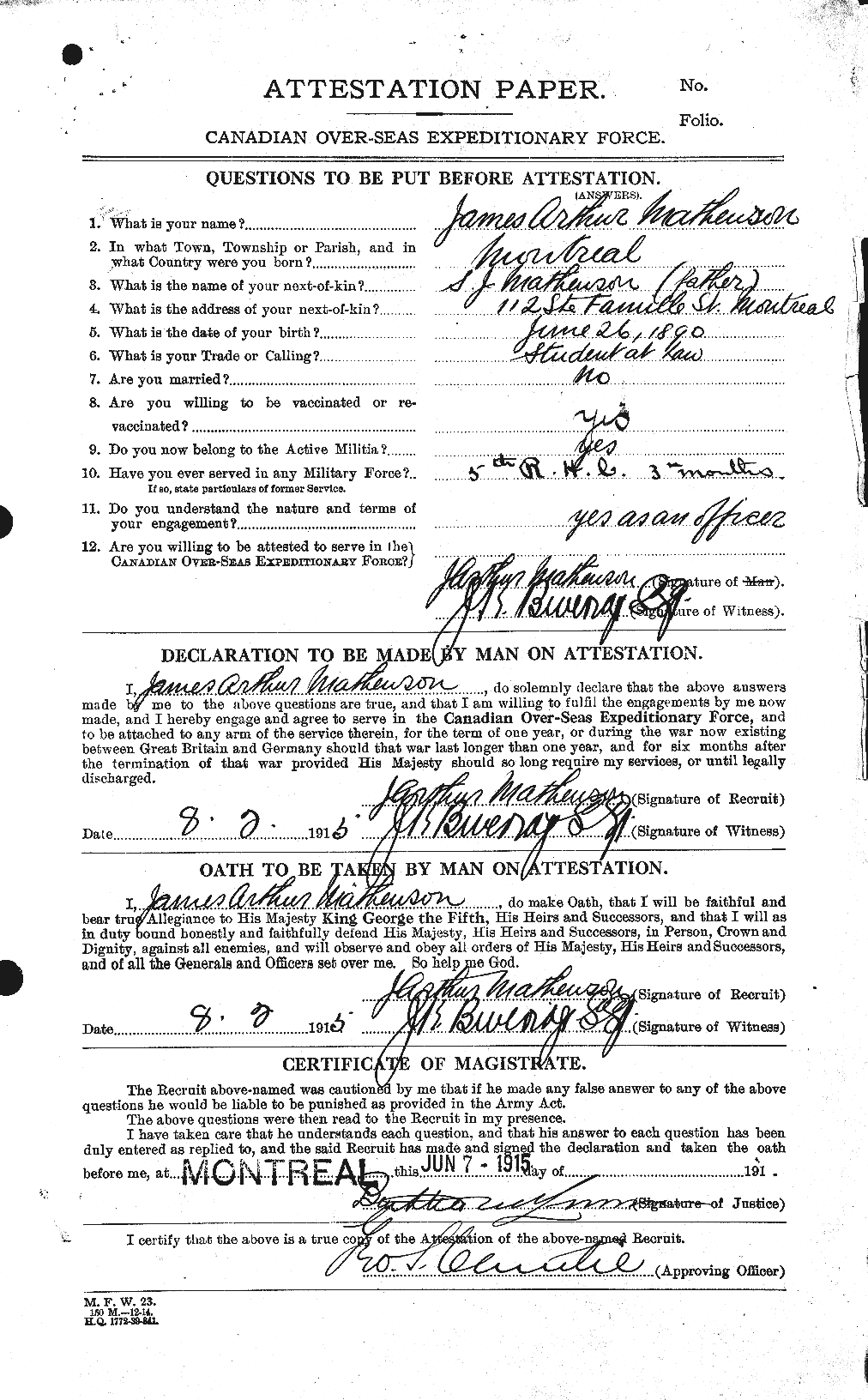
Papiers d'engagement de Mathewson dans l'armée canadienne.

Né à Montréal, il est le fils du commerçant Samuel James Mathewson et de Carrie Louise Smith. Il étudie d'abord au Montreal High School et fait son droit à l'université McGill. Il est admis au Barreau du Québec le 11 janvier 1917. Parallèlement à ses cours, il s'engage dans l'armée et devient capitaine du 42e Régiment canadien des Royal Highlanders. Il est envoyé en Europe et participe entre autres à la bataille de Vimy.
Revenu au Québec après la guerre, il devient avocat à Montréal. Il exerce d'abord chez Lafleur, MacDougall, MacFarlane, Barclay et Gregor, mais ne tarde pas à fonder son propre cabinet avec Kenneth A. Wilson et Arthur J. Smith. Plus tard, il exercera seul. De 1920 à 1921, il devient secrétaire du Barreau de Montréal. Dans les mêmes années, il est nommé arrêtiste adjoint aux rapports judiciaires, poste qu'il conserve d'ailleurs jusqu'à sa mort. Le 26 octobre 1926, il est créé conseil en loi du roi.
Parfait bilingue, il suit, durant les années 1920, des cours de perfectionnement à la Sorbonne de Paris. Il revient diplômé en sciences politiques.

### Début en politique
À la fin des années 1920, Mathewson se lance en politique municipale. De 1926 à 1930, il est échevin du quartier Saint-André à Montréal. En 1930, il est candidat à la mairie de Montréal contre le conservateur Camillien Houde, mais il est facilement battu. De 1930 à 1933, il exerce la charge de président de la Commission des écoles protestantes de Montréal.
En 1939, il est approché par Adélard Godbout, chef du Parti libéral, qui se cherche des candidats pour l'élection qui s'annonce. Mathewson a en effet réussi à se faire un nom depuis quelques années dans l'élite anglophone montréalaise et pourrait être une personnalité ministrable s'il était élu. Il accepte de se présenter dans le district de Montréal—Notre-Dame-de-Grâce où il est facilement élu à l'élection du 25 octobre 1939.

### Trésorier provincial
Spécialiste des questions financières, Mathewson est nommé trésorier provincial par Adélard Godbout et est assermenté le 8 novembre 1939. À la demande du nouveau premier ministre, il annonce aussitôt la formation de deux enquêtes parallèles, l'une publique et l'autre privée, sur la situation financière du Québec à la suite des trois années du gouvernement Duplessis. Elles en viennent aux mêmes conclusions et sont peu élogieuses pour l'ancien gouvernement. Malgré les optimistes discours budgétaires de l'ex-trésorier provincial, Martin Beattie Fisher, qui annonçaient excédent sur excédent, la dette publique avait augmenté de 200 millions CAD  en trois ans.
Godbout et Mathewson décident d'un assainissement des finances et le retour aux budgets excédentaires d'avant la Crise économique des années 1930. Le budget 1940-1941 se traduit par un déficit de 15 millions CAD mais celui de 1941-1942 excède 2 millions $ avec des revenus de 92 millions CAD et des dépenses de 90 millions CAD. Le surplus de celui de 1942-1943 est de 890 000 CAD et celui de 1943-1944 de 276 000 CAD. De 1939 à 1944, les dépenses sont passées de 108 196 000 $ à 92 287 000 $ et la dette publique est passée de 420 millions CAD à 378 millions CAD .

### Fin de carrière
L'assainissement budgétaire n'empêche pas la défaite électorale du Parti libéral lors des élections de 1944. Mathewson remporte cependant celle de son comté et il s'avère être un parlementaire efficace lors des débats à l'Assemblée législative face à l'Union nationale de Maurice Duplessis. Il ne se représente cependant pas aux élections de 1948 et abandonne la vie politique.
Parallèlement à sa carrière d'avocat et d'homme politique, il développe également celle d'homme d'affaires. En mai 1946, il est membre du conseil de la Banque Dominion. Plus tard, il sera membre du conseil d'administration de la Canada Steamship Lines et, en 1961, président de la compagnie Ogilvie Flow Mills.
En 1943, l'Université McGill lui octroie un doctorat honoris causa en droit. En 1946, il est décoré de la médaille de la reconnaissance de la Ligue de sécurité du Québec. En 1954, il est président du comité consultatif de l'Armée du salut.
Mathewson meurt dans sa demeure de Montréal le 23 août 1963 à l'âge de 73 ans.

## Sources et références
1. ↑  Jean-Guy Genest, Godbout, p. 223
2. ↑  Jean-Guy Genest, Godbout, p.164
3. ↑  Le Devoir, 24 août 1942
4. ↑  Le Devoir, 22 avril 1940, 13 septembre 1940 et 25 février 1944